# Аметт, Жак-Пьер
Жак-Пьер Аметт (фр. Jacques-Pierre Amette, род. 18 мая 1943, Сен-Пьер-сюр-Див) — французский писатель, драматург и литературный критик.

## Биография и творчество
Аметт работал литературным критиком в литературном журнале «La Nouvelle Revue Française». Он также сотрудничал с французскими журналами (в том числе «Le Point») и зарубежными журналами («The New York Times»).
Дебютировал как писатель в 1965 году с романом «Le Congé». Всего он написал около 20 романов, сборников рассказов и пьес. Аметт — лауреат двух престижных французских литературных премий: премии Роже Нимье за «Исповедь ребёнка» в 1986 году и Гонкуровской премии за «Любовницу Брехта» в 2003 году. Он также писал криминальные романы под псевдонимом Поль Клеман (фр. Paul Clément).
Его произведения наполнены воспоминаниями о родной Нормандии и отражают увлечение автора Германией, особенно произведениями Бертольта Брехта, которого он сделал героем нескольких своих романов.
Некоторые критики нашли в его произведениях чувствительность Стендаля, стиль Флобера и фетишизм Золя.

## Произведения

### Романы и рассказы
- Le Congé, 1965
- Élisabeth Skerla, 1966
- Un voyage en province, 1970
- Les lumières de l’Antarctique, 1973
- La Vie comme ça, 1974
- Bermuda, 1977
- La Nuit tombante, 1978
- Jeunesse dans une ville normande, 1981
- Enquête d’hiver, 1985
- Confessions d’un enfant gâté, 1986
- L’Après-midi, 1987
- L’adieu à la raison: Le Voyage de Hölderlin en France, 1991
- La Peau du monde, 1992
- Stendhal — Une journée particulière: 3 juin 1819, 1994
- Province, 1995
- Les Deux Léopards, 1997
- L’Homme du silence, 1999
- Ma vie, son œuvre, 2001
- La Maîtresse de Brecht, 2003 — Гонкуровская премия
- Un été chez Voltaire, 2007
- Journal météorologique, 2009
- Liaison romaine, 2012

### Детективные романы
- Exit, 1981 (как Paul Clément)
- Je tue à la campagne, 1982 (как Paul Clément)
- Le Lac d’or, 2008

### Театр
- Les Sables mouvants, 1974
- Les Environs de Heilbronn, предшествует Le Maître-nageur, 1989
- Après nous, предшествует La Waldstein, 1991
- Le mal du pays, suivi de singe, 1992
- Appassionata, suivi de Passions secrètes, crimes d’avril, 1993
- La Clairière, 1997
- Le Tableau de Poussin, 2005